# Óscar Mejía Abreu
Óscar Mejía Abreu, esportista, porter de futbol dominicà va néixer a Jarabacoa, província de La Vega, República Dominicana, el 7 de desembre del 1978. El seu primer esport va ser el beisbol, que va iniciar als set anys, però als nou va jugar futbol a l'escola i es va enamorar de la pilota. Va tenir l'oportunitat de signar amb un equip de primera categoria del beisbol dominicà, però finalment es va decidir per l'emoció que li significa estar a la porteria.

En el futbol dominicà, va jugar per a l'equip Bancredicard, avui Club Barcelona Atlético. L'any 1994, arran d'una gira de la selecció juvenil dominicana per Alemanya, Suècia i Dinamarca de la mà de l'entrenador alemany Manfred Hoener, aquest va fer els contactes perquè ell i el davanter Omar Zapata anessin a provar-se a la segona divisió d'un club de Bèlgica, però després de diverses setmanes allí, els dos jugadors van retornar a la República Dominicana sense assolir els seus propòsits.
Des de 1996 forma part de la selecció de futbol de la República Dominicana, país on la premsa l'ha batejat com "l'ambaixador del futbol dominicà". El 1999 va firmar per a jugar amb l'Atlético Marte, un dels principals equips del futbol del Salvador. L'any 2001, va passar a jugar amb els Rough Raiders de Long Island, de la segona divisió nord-americana. La seva condició d'internacional es va consolidar també amb el seu pas per l'Escola Tahuichi Aguilera, de Santa Cruz, Bolívia, i per Trinitat i Tobago. L'any 2003 va tornar al futbol del Salvador, anant al Club Deportivo Luis Angel Firpo, en el qual milita des de llavors. En el Campionat Nacional Salvadorenc de 2004 solament va entomar 9 gols en els 13 partits que va jugar com a porter, la qual cosa li va valer ser reconegut com el porter menys golejat del torneig.